# Аралколь (Костанайская область)
Аралколь (каз. Аралкөл) — село в Камыстинском районе Костанайской области Казахстана. Административный центр и единственный населённый пункт Аралкольской сельской администрации. Находится примерно в 116 км к юго-востоку от районного центра, села Камысты. Код КАТО — 394835100.

## Население
В 1999 году население села составляло 1492 человека (756 мужчин и 736 женщин). По данным переписи 2009 года в селе проживало 430 человек (219 мужчин и 211 женщин).